# Contea di Marion (Arkansas)
La contea di Marion, in inglese Marion County, è una contea dello Stato dell'Arkansas, negli Stati Uniti. La popolazione al censimento del 2000 era di 16 140 abitanti. Il capoluogo di contea è Yellville.

## Storia
La contea di Marion fu costituita nel 1836.